# North American XB-28
Le North American XB-28 est un projet de bombardier à haute altitude américain développé dans les années 1940.

## Historique
L'USAAF commanda le 13 février 1940 un prototype de bombardier moyen à haute altitude. Le XB-28 vola pour la première fois le 26 avril 1942. Le XB-28 était basé sur le très réussi B-25 Mitchell, mais le projet évolua avec une conception complètement nouvelle, qui rappelait bien plus le Martin B-26 Marauder. La configuration générale du B-25 et du XB-28 était assez similaire, la plus importante distinction était le changement de l'empennage double dérive du B-25 en simple dérive sur le XB-28. Il fut parmi les premiers avions de combat équipés d'une cabine pressurisée.
Le XB-28 montra une excellente conception, avec des performances significativement meilleures que le B-25, mais il n'entra jamais en production. Le bombardement à haute altitude était souvent gêné par des facteurs comme les nuages et le vent, qui étaient très fréquents dans le Pacifique. Au même moment, les bombardiers moyens étaient devenus beaucoup plus performants à des altitudes plus basses. Les gains de performance en vol à haute altitude ne furent pas considérés comme suffisants pour justifier l’arrêt du bombardement à basse altitude.
Même si l'USAF rejeta le XB-28 comme bombardier, elle commanda un autre prototype. Désigné XB-28A, il devait préfigurer une future version de reconnaissance. Le XB-28A se crasha dans l’océan Pacifique au large de la Californie après que l'équipage eut sauté en parachute le 4 août 1943.